# Boonah, Queensland
Boonah este o localitate în statul Queensland, Australia.